# Euryphagus lundii
Euryphagus lundii är en skalbaggsart som först beskrevs av Fabricius 1793.  Euryphagus lundii ingår i släktet Euryphagus och familjen långhorningar.
Artens utbredningsområde är:
- Laos.
- Burma.

Inga underarter finns listade i Catalogue of Life.